# Бэлан (город)
Бэлан (рум. Bălan, венг. Balánbánya, нем. Kupferbergwerk) — город в Румынии в составе жудеца Харгита.

## История
Согласно записям коммуны Сэндоминик, этот населённый пункт существовал уже в XIV веке. В XVII веке в этих местах началась добыча меди, и к концу XVIII века он стал важнейшим источником меди в Австрийской империи. В 1825 году он был выделен из коммуны Сэндоминик, и стал самостоятельным шахтёрским населённым пунктом, однако в 1894 году вновь вошёл в её состав.
В 1968 году Бэлан был опять выделен из коммуны Сэндоминик, и получил статус города.

## Известные уроженцы
- Тибор Шеймен (род.1970) — футболист.